# Nils Bielke (1792–1845)
Nils Bielke af Åkerö, född 13 september 1792 i Vists församling, Östergötlands län, död 22 januari 1845 i Stockholm, var en svensk militär och hovfunktionär.

## Biografi
Nils Bielke föddes 1792 på Sturefors. Han var son till Gustaf Thure Bielke af Åkerö och Charlotta Catharina Hård af Segerstad. Bielke var student vid Uppsala universitet och avlade teologisk examen och 1812 kansliexamen vid universitet. Han blev 1812 extra ordinarie kanslist i Kanslistyrelsens expedition och blev 14 september 1812 fanjunkare vid Livregementsbrigadens kyrassiärkår. Bielke blev 21 oktober 1812 kornett i kåren, med konfirmation 13 februari 1813 och 23 mars 1813 andre adjutant. Han blev 13 april 1813 stallmästare och deltog 1813–1814 i fälttåg i tyskland. Bielke blev 4 ju,li 1817 löjtnant i kåren, 10 februari 1818 adjutant, 24 juni 1820 andre löjtnant, med avsked 13 juli 1821. Han blev 1823 kammarherre. Bielke avled 1845 i Stockholm.

### Familj
Bielke sig 5 augusti 1827 på Strömsta i Teda socken med friherrinnan Ebba Florentina Sture, dotter till översten friherre Sten Sture och Charlotta Florentina Beata Ingelotz. De fick tillsammans barnen hovmästarinnan Ebba Charlotta Bielke (1828–1911) som var gift med överhovjägmästaren och ståthållaren Victor Ankarcrona på Stockholms slott, ryttmästaren Ture Bielke (1829–1899) och Eva Lovisa Bielke (1832–1834). Efter Bielke död gifte Ebba Florentina Sture om sig med översten greve Carl Kalling